# Кавалерийско копие
Терминът „кавалерийско копие“ е станал събирателен за множество различни оръжия с прът, базирани на копието.
Кавалерийското копие в основното си значение е леко копие за хвърляне, дротик. Но през 17 в. то придобива, макар и парадоксално, друго значение – копие, което не се мята, а копие за мушкане, което се използва от кавалерията и то най-вече от тежката. Копието за забиване или още за мушкане, което се използва от пехотата, се нарича пика.

## История
Използването на основните кавалерийски копия датира от далечна древност, а използването е толкова широко и обхваща толкова народи и територии, че е трудно да се определи кой народ е създал кавалерийското копие и кой го е заимствал от своите врагове или съюзници.
Кавалерийското копие намира най-голямо приложение в атака, при която конниците галопират с пълна скорост, нападат с кавалерийски копия, които държат с една ръка над главата, и се изправят срещу пехота, стрелци, защитни укрепления или друга кавалерия. Вярва се, че това се превръща в основната и доминираща тактика през XI век в Европа след появата на седлото, прикрепено с халки и въжета (то премахва възможността овчарски скок с копието) и на шпорите, които позволяват по-добър контрол над животното. По този начин кавалерията имала огромна групова сила при атака и можела с лекота да разбие линиите на пехотата и да я обърне в бяг.
Въпреки всичко, скорошни доказателства сочат, че атаката с кавалерийско копие би била успешна и без наличието на халки за седлото.
Една от най-ефективните кавалерийски единици, въоръжени с кавалерийско копие, е придружаващата кавалерия, създадена от Александър Велики. Тя действала успешно както срещу тежка пехота, така и срещу други кавалерийски единици.
Въпреки че кавалерийското копие все пак може да се класифицира като копие, то е по-дълго – обикновено както по-дълго, така и по-здраво, и поради това значително по-тежко. Освен това не било удобно за хвърляне както обикновеното копие на пехотата. Кавалерийското копие е приспособено за пряка битка и няма връх, който (умишлено) да се отчупва или огъва за разлика от повечето оръжия от семейството на копието/дротика. Повечето кавалерийски копия имали и малка кръгла част, преминаваща през дръжката. Тя предпазвала от изплъзване на ръката при удар.
Използването на кавалерийски копия се наложило веднага след появата на кавалерията. След това множество европейски рицари го използвали във военното и спортното дело. Като второ оръжие хората, използващи кавалерийско копие, носели и меч, боздуган или друго оръжие, с което си служели при пряк сблъсък, защото кавалерийското копие било много полезно за първата атака, но след като приключела, използването му в прекия бой било много трудно, заради голямата му тежест и дължина.
Поради рязкото намаляване на използването на хвърлящото се копие, кавалерийското набрало популярност и започнало да се използва от пехотата в късните Средни векове. Впоследствие това довело да удължаване на копието на пехотата, докато не се появило най-дългото от всички тях – пиката. По ирония на съдбата кавалерийското копие се използвало от пехотата за спиране на атаките на кавалерията. През XV в., XVI в. и XVII в. тези оръжия, независимо дали били използвани от кавалерия, или не, се оказали толкова ефективни, че войници, използващи пика или кавалерийското копие, станали не само основата на всяка западна армия, но и търсенето на подобни наемници се увеличило драстично.
В Европа кавалерийските копия, използвани в двубои или състезания, представляват видоизменена версия на рицарското кавалерийско копие. Тези копия за състезание обикновено били притъпени, като техният край често изглеждал като чаша и крак на мебел. Това било така, за да може противникът да не умре от удара, а само да падне от коня си. Центърът на тези копия често бил кух, отново от съображения за сигурност – за да може при сблъсък да се разчупи. Подобни копия били дълги около 4 метра, дори по-дълги, и имали специална защита за ръцете, която често значително заостряла оръжието. Но при война тези копия били заострени в края, а не кухи, и масивни. Държали се с една ръка и били ефективни. Тези оръжия могат често да се срещнат в Средновековието.
Кавалерийското копие достигнало до Ренесанса през XVIII в. със създаването на пиката. Тежко въоръжени кирасири (конник с ризница) използвали 2-3-метрово кавалерийското копие като основно оръжие. Те обикновено пробивали редиците на вражеската пехота.
В Кримската война се вижда най-непопулярното, а и невероятно неуспешно, използване на кавалерийското копие или още т.нар. Атака на Леката Бригада.
След като американците представят коня на индианците, те започват също да използват кавалерийски копия, но го решават самостоятелно, защото по онова време американската кавалерия била въоръжена със сабя и пистолет, с който се стреляло по време на галоп.
Американската кавалерия и Канадската Северозападна конска полиция използвали кавалерийското копие като прът, на който поставяли знаме. През 1886 първото официално музикално яздене се провежда в Риджайна. Кавалерийските копия играят важна роля в хореографията на тази церемония. Най-старата действаща конна полиция, е Конската полиция на Нов Южен Уелс, в която кавалерийско копие се носи на всички важни церемонии.
По време на Бурските войни британските военни части успешно използват кавалерийското копие срещу бурите в първите няколко битки, но бурите започват да използват окопи, картечници и пушки. Общият ефект от всичко това бил изключителен и затова британската кавалерия била променена като високо подвижна пехота (драгуни). Кавалерията била използвана до създаването на танка по време на Първата Световна война, но след това технологиите обричат на забрава както конната кавалерия, така и кавалерийското копие.